# Akceleracja
Akceleracja (łac. acceleratio: przyspieszenie) – w fizjologii oznacza międzypokoleniowe przyspieszenie rozwoju i dojrzewania, a więc wcześniejsze osiąganie kolejnych etapów rozwoju lub wcześniejsze (w porównaniu z innymi narządami) wykształcenie się jakiegoś narządu w rozwoju zarodka. W psychologii jest to przyspieszenie rozwoju cech psychicznych.
Szybsze dojrzewanie dzieci i młodzieży w kolejnych pokoleniach i osiąganie w tym samym wieku większych wymiarów ciała, spowodowane jest pełniejszym wykorzystaniem potencjału genetycznego, dzięki bardziej racjonalnemu żywieniu. Inną przyczyną może być postępująca cywilizacja i urbanizacja, które powodują napięcie emocjonalne (wzmożone łaknienie), wcześniejsze i silniejsze bodźce seksualne, co wzmaga wydzielanie hormonów, a zwłaszcza hormonu wzrostu.
W ciągu XX wieku akceleracja rozwoju fizycznego (w kolejnych pokoleniach szybsze dojrzewanie, większy przyrost wagi ciała oraz wzrostu) podniosła się do 3 lat.